# Louvetot
Louvetot – miejscowość i gmina we Francji, w regionie Normandia, w departamencie Sekwana Nadmorska.
Według danych na rok 1990 gminę zamieszkiwały 562 osoby, a gęstość zaludnienia wynosiła 76 osób/km² (wśród 1421 gmin Górnej Normandii Louvetot plasuje się na 415. miejscu pod względem liczby ludności, natomiast pod względem powierzchni na miejscu 508.).